# Hopea brevipetiolaris
Sao Tích Lan (danh pháp khoa học: Hopea brevipetiolaris (Thwaites) Ashton) là loài thực vật họ Dầu. Đây là loài đặc hữu của Sri Lanka (Tích Lan).